# Oradour (poème)
 (avril 2014).
Si vous disposez d'ouvrages ou d'articles de référence ou si vous connaissez des sites web de qualité traitant du thème abordé ici, merci de compléter l'article en donnant les références utiles à sa vérifiabilité et en les liant à la section « Notes et références ».
Oradour est un poème français écrit par Jean Tardieu en septembre 1944. Il est d'abord publié dans des journaux clandestins durant la Seconde Guerre mondiale, puis dans le recueil Jours pétrifiés en 1947.
Son titre fait référence au massacre d'Oradour-sur-Glane.

## Contexte historique
Ce texte est consacré à un épisode particulièrement sanglant de l’occupation allemande en France. Le 10 juin 1944, l’armée allemande perd des batailles, commence à fatiguer. Une division de soldats du Reich entreprend de regagner les villes du centre puis du nord de la France. Sur son chemin, elle choisit de décimer au hasard un village paisible du Limousin. Ce sera Oradour-sur-Glane. Aucun des habitants ne sera épargné. Les hommes sont fusillés, les femmes et les enfants sont brûlés vifs dans l’église.
Dans ce poème, Jean Tardieu dénonce la barbarie nazie. Ce poème écrit pendant la seconde guerre mondiale est un appel à la vengeance et à la résistance. Au-delà, le poète dénonce toutes formes de violences et de massacres : que l’histoire d’Oradour ne se reproduise plus jamais et puisse le nom d’Oradour, avec toutes les connotations que comporte désormais ce mot, faire réfléchir les hommes et arrêter les actes de barbarie.

## Analyse du poème
« Oradour » est un long poème de sept strophes.
Le poème est structuré autour de l’anaphore « Oradour ».
- On remarque la présence régulière de la négation et de l’adverbe « plus ».
- L’anaphore (reprise de mots en début de phrases successives pour créer un effet de renforcement), le rythme, les énumérations créent un rythme de litanie (prière dite au cours de l’office, certaines formules étant répétées par l’assistance) et contribuent à évoquer le désastre d’une ampleur sans pareille : un village rayé de la carte.
- Le rythme lancinant et les sonorités contribuent à traduire le désastre qui s’est abattu sur la ville ainsi que le cri de honte, de haine et de douleur lancé par le poète, à la mesure du cri poussé par les habitants d’Oradour.
Le poète est atterré face à un tel désastre qui atteint l’indicible. Les blessures sont si profondes que l’on n’ose même pas les évoquer, le nom même de la ville est devenu terrifiant ; le poète crie sa douleur et son désespoir face à toutes ces morts violentes.
On retrouve le champ lexical de la violence : « blessures » v.13, « sang » v.14, « ruines » v.14, « crie » v.17, « hurle » v.17, « éclate » v.18, « coups des assassins » v.19, « la folie » v.23.